# Prasinocyma pedicata
Prasinocyma pedicata är en fjärilsart som beskrevs av Fletcher 1956. Prasinocyma pedicata ingår i släktet Prasinocyma och familjen mätare. Inga underarter finns listade i Catalogue of Life.